# 에릭 스톡클린

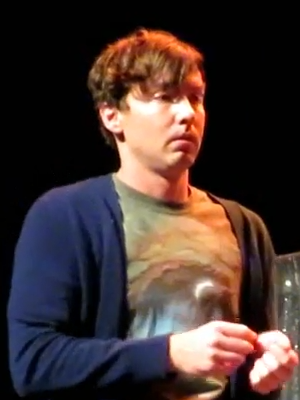

에릭 스토클린(Erik Stocklin, 1982년 9월 24일 ~ )은 미국의 작곡가, 배우이다.

## 출연 작품

### 텔레비전
- 미스트리스 (2013)
- 스토커 (2014-15)
- 악플러는 꺼져주세요 (2016-17)